# 逃げた女
『逃げた女』（도망친 여자）は、2020年公開の韓国映画。ホン・サンス監督・脚本。第70回ベルリン国際映画祭のコンペティション部門で上映され、銀熊賞 (監督賞)を受賞した。

## ストーリー
小さな花屋を営むガミと翻訳家の夫は、5年間の結婚生活で一度も離れたことがない。そんなガミが夫の初めての出張中に、ソウル郊外の3人の同性の友達に会う。そして行く先々で「愛する人とは何があっても一緒にいるべき」という夫の言葉を繰り返す。
一人目のヨンスンは離婚経験のある面倒見のいい先輩で、年下の女性と同居している。夫との結婚生活が泥沼で辛かった話を聞く。すると隣家の男性が訪ねて来て、野良猫に餌を与えないで欲しいと苦情を言い、猫も生き物だからと反論する。夜には、外で煙草を吸う向かいの娘の姿が防犯カメラに映る。父親に問題があって母親が逃げたという娘の話し相手になる。隣の鶏は、雄鶏が雌鶏をイジメているらしく、翌朝には鶏小屋を見に行く。平和だが物足りない。
二人目のスヨンは気楽な独身生活を謳歌する裕福な先輩で、ピラティスのインストラクターをしている。スヨンは最近素敵な建築家の男性と飲み屋で出会い、たまたまその人は下の階の住人だったが既婚者で、妻と別居中の一人暮らしだという。すると若い男が訪ねてくる。男は話がしたいので部屋に入れて欲しいと懇願するが、ストーカー呼ばわりして返してしまう。男は詩人で、酔っぱらって一度だけ寝てしまったと打ち明ける。このストーカーのせいで好きな男がいる飲み屋にも行けずにいる。
三人目のウジンはミニシアターやイベントスペースを仕事場にしている女性で、ガミを呼び出していた。カフェでウジンはガミに謝罪を繰り返す。かつてガミから恋人を奪ったことが言葉からわかる。その男チョン先生は今や売れっ子の作家で、今日もブックコンサートというイベントで来ているという。喫煙所でガミは、チョン先生に偶然再会する。気まずさからか、ぎこちない会話を繰り返し、微妙な雰囲気のままガミはその場を去る。一旦外に出たものの、思い直して映画館に戻り、とりとめのない海辺の映像を眺める。

## キャスト
- ガミ：キム・ミニ
- ヨンスン：ソ・ヨンファ
- スヨン：ソン・ソンミ
- ウシン：キム・セビョク
- チョン先生：クォン・ヘヒョ（英語版）
- ヨンジ：イ・ユンミ
- シン・ソクホ
- ハ・ソングク